# ستيف مولوي
ستيف مولوي (بالإنجليزية: Steve Molloy)‏ هو لاعب دوري الرغبي بريطاني، ولد في 11 مارس 1969 في Gorton ‏ في المملكة المتحدة.